# ウィリアム・クラーク (自転車選手)
ウィリアム・クラーク（William Clarke、1985年4月11日 - ）は、オーストラリア、タスマニア州出身の自転車競技（ロードレース）選手。

## 主な戦績

### 2012年
- ツアー・ダウンアンダー　区間優勝(第2ステージ)
- ツアー・オブ・ジャパン 区間優勝(プロローグ)

### 2014年
- ツアー・オブ・ジャパン 区間優勝(プロローグ)
- ツアー・オブ・イラン ポイント賞(第2ステージ優勝)

### 2015年
- ヘラルド・サン・ツアー 区間優勝(プロローグ)

### 2016年
- ヘラルド・サン・ツアー 区間優勝(プロローグ)
- ツール・ド・台湾 区間優勝(第1、4ステージ)
- オーストリア一周 区間優勝(プロローグ)
- ポルトガル一周 区間優勝(第3ステージ)